# McKellar (Ontario)
McKellar es un municipio canadiense situado en la provincia de Ontario.

## Superficie
McKellar tiene una superficie de 176,07 km².

## Demografía
En 2021, tenía 1419 habitantes, una densidad poblacional de 8,1 hab./km², y 1515 viviendas.